# مونه (لنده)
مونه یک روستا در ایران است که در دهستان طیبی گرمسیری شمالی واقع شده‌است. مونه ۵۵۱ نفر جمعیت دارد.